# Hünnebeck
Hünnebeck este o companie de construcții cu sediul central în Ratingen, Germania.
Este prezentă în circa 50 de țări din Europa, Orientul Mijlociu, Africa și America de Sud și a înregistrat în 2007 o cifră de afaceri de 1,4 miliarde de dolari.
Hünnebeck este parte a conglomeratului american Harsco Corporation, cu afaceri de 3,7 miliarde dolari.

## Hünnebeck în România
Compania a intrat pe piața din România în anul 2008, prin achiziția partenerului local Baviera din Cluj-Napoca, pentru suma de 1,5 milioane euro.
Baviera a avut o cifră de afaceri de 2,4 milioane euro în anul 2007.
și 1,6 milioane euro în 2006